# Veertaxi Gorinchem XI (schip, 2012)
De Veertaxi Gorinchem XI is een veerpont die vaart tussen Gorinchem, Sleeuwijk, Werkendam en Hardinxveld in de Nederlandse provincies Zuid-Holland en Noord-Brabant.

## Geschiedenis
Het casco van aluminium is gebouwd door Van Noorloos in Werkendam, Damen Shipyards Hardinxveld deed de afbouw. De opdracht werd gegeven door de gemeente Gorinchem, in samenspraak met de gemeenten Hardinxveld en Werkendam en de provincies Zuid-Holland en Noord-Brabant. De eigenaar van de grootste scheepswerf in Nederland, Kommer Damen, moest er niet aan denken dat in Gorinchem dag in dag uit een veerpont, herkenbaar als zijnde van de concurrentie, voorbij zou varen en hij liet zijn werf scherp inschrijven. Het schip werd op 1 maart 2012 gedoopt door de Zuid-Hollandse gedeputeerde Ingrid de Bondt van Verkeer en Vervoer en het verzorgt de veerdienst tussen Gorinchem, Hardinxveld, Sleeuwijk en Werkendam vanaf 2 april 2012. Het schip vervangt daarmee de Veerdienst III uit 1936. De verwachting is, dat het aantal passagiers dat gebruikmaakt van de veerdiensten met dit nieuwe schip zal stijgen van 150.000 naar 450.000.

## Techniek
Het schip kan worden gevaren door één bemanningslid en biedt plaats aan maximaal 100 personen. Daarvan zijn 60 zitplaatsen in de overdekte accommodatie, die in zijn geheel verend in het casco is opgehangen. Bijzonder is dat de ZF keerkoppelingen, met een diagonale uitgaande as, zijn uitgerust met een z.g. trawling valve. Tijdens het afmeren kunnen die koppelingen slippen, zodat de schroeven nog maar weinig toeren maken. Zonder deze voorziening zou het toerental van de schroeven bij stationair draaiende motoren te hoog blijven om langzaam te kunnen varen. Eenmaal op snelheid blijft het schip door middel van een GPS gestuurd motormanagementsysteem door middel van een soort cruisecontrol onder de snelheid, die het wettelijk zou verplichten met twee bemanningsleden te varen. Het motorvermogen kan tot 70% worden teruggenomen. Toch kan het schip planeren, dankzij kleine trimplaten en de schuine stand van de schroeven die voorkomen dat het schip zich ingraaft in het water.

## Organisatie
De Veertaxi Gorinchem X krijgt jaarlijks een subsidie van de Veiligheidsregio Midden- en West-Brabant, omdat het vaartuig als calamiteitenvaartuig kan worden ingezet. Onder andere vanwege het bluskanon. Het schip moet dan binnen tien minuten operationeel kunnen zijn. 
Een ondernemer uit Dordrecht heeft bij de rechter bezwaar gemaakt tegen de nieuwe organisatie van de veerdienst en heeft dat gewonnen. Er is ten onrechte voorbijgegaan aan Europese aanbesteding. Bovendien werd geconstateerd dat het schip toch sneller vaart en daarom met twee bemanningsleden zou moeten varen, in plaats van een. En de nieuwe veerboot bleek in de negen maanden dat hij in gebruik was al een verlies van 166.000 euro te hebben opgeleverd. De gemeente Gorinchem schoot het verlies voor aan de andere twee deelnemende gemeenten Werkendam en Hardinxveld-Giessendam.

## Trivia
Om de scheepsbouwer te plezieren heeft Johan Hania, bedrijfsleider Veerdiensten, Havens en Markten van de gemeente Gorinchem, de dienstregeling zo aangepast, dat twee boten van de veerdienst precies voor zijn raam elkaar kruisen.

## Scheepsinformatie
Statische en actuele scheepsinformatie op www.marinetraffic.com.